# 高節 (嘉靖戊戌進士)
高節（1513年—？年），字爾瞻，大興左衛官籍，直隸永清縣高家庄里人，明朝政治人物。

## 生平
五月初二日生，行一。由順天府學增廣生中式嘉靖十六年（1537年）丁酉科順天府鄉試第六十一名舉人，治《易經》，年二十六歲中式嘉靖十七年（1538年）戊戌科會試第一百七十二名，第三甲第三十五名進士。嘉靖十八年（1539年），任直隸歙縣知縣。二十一年十一月选授陕西道试御史，二十四年巡按浙江。
永清县鍾樓南有“監察御史”牌坊，为高節所立，今已废。

## 家族
曾祖高欽，指揮使，贈昭勇將軍；祖高深，指揮使，封昭勇將軍；父高鎮，指揮使；母陳氏。具慶下，妻郭氏，弟箕；第。